# Аристотель (кратер)
Кратер Аристотель (лат. Aristoteles) — великий ударний кратер на видимій стороні Місяця в районі південної межі моря Холоду50°14′ пн. ш. 17°19′ сх. д. / 50.24° пн. ш. 17.32° сх. д.. Кратер названий на честь давньогрецького філософа Арістотеля. Назву затверджено Міжнародним астрономічним союзом у 1935 році. Утворення кратера відноситься до ератосфенівського періоду.

## Опис кратера
На заході від кратера лежать стародавні гори Альпи, на півдні гори Кавказ і кратер Евдокс, до східної частини валу кратера примикає порівняно невеликий кратер Мітчелл, на південному заході знаходиться кратер Егеде; на північному сході - кратер Галле. Селенографічні координати центру кратера, діаметр 87,57 км, глибина 3,5 км.
Вал кратера має неправильну полігональну форму, внутрішній схил і зовнішній укіс широкі, терасовидні. Укіс зовнішнього валу має радіальні горбисті складки, утворені породами, викинутими при зіткненні, кут укосу східного валу 32°. Дно чаші нерівне, з горбистими складками. Центральний пік невеликий і зміщений на південь кратера, піднесення його за різними джерелами складає від 300 до 600 м. Склад центрального піку — анортозит, габро-норито-троктолітовий анортозит з вмістом плагіоклазу 80-85%, анортозитовий норит. Обсяг кратера становить 7192 км3.
Кратер Арістотель включений у список кратерів з яскравою системою променів Асоціації місячної і планетарної астрономії (ALPO).

## Супутникові кратери
| Арістотель | Широта   | Довгота  | Діаметр |
| ---------- | -------- | -------- | ------- |
| D          | 47,48° N | 14,71° E | 5,61 км |
| M          | 53,5° N  | 27,26° E | 6,98 км |
| N          | 52,9° N  | 26,84° E | 5,3 км  |